# Associazione Calcio Genova 1893 1942-1943
Questa voce raccoglie le informazioni riguardanti l'Associazione Calcio Genova 1893 nelle competizioni ufficiali della stagione 1942-1943.

## Stagione
Nella stagione di guerra 1942-1943 il Genova 1893 con 33 punti in classifica si piazza in quinta posizione. Il genovese Guglielmo Trevisan con 20 reti arriva secondo nella classifica dei marcatori alle spalle di Silvio Piola della Lazio che ha realizzato 21 reti.

## Divise
| Prima divisa |

## Organigramma societario
Area direttiva
- Presidente: Giovanni Gavarone

Area tecnica
- Allenatore: Guido Ara

## Rosa
| N. |                   | Ruolo | Calciatore        |
| -- | ----------------- | ----- | ----------------- |
|    | Italia (bandiera) | P     | Manlio Bacigalupo |
|    | Italia (bandiera) | P     | Orlando Sain      |
|    | Italia (bandiera) | D     | Luciano Lupi      |
|    | Italia (bandiera) | D     | Sergio Marchi     |
|    | Italia (bandiera) | D     | Vittorio Sardelli |
|    | Italia (bandiera) | D     | Luigi Spadoni     |
|    | Italia (bandiera) | D     | Gino Vignolo      |
|    | Italia (bandiera) | C     | Federico Allasio  |
|    | Italia (bandiera) | C     | Primo Andrighetto |
|    | Italia (bandiera) | C     | Renato Blengio    |

| N. |                      | Ruolo | Calciatore         |
| -- | -------------------- | ----- | ------------------ |
|    | Italia (bandiera)    | C     | Amedeo Cattani     |
|    | Italia (bandiera)    | C     | Ermanno Englaro    |
|    | Italia (bandiera)    | C     | Mario Genta        |
|    | Italia (bandiera)    | A     | Sergio Bertoni     |
|    | Italia (bandiera)    | A     | Ugo Conti          |
|    | Argentina (bandiera) | A     | Tomás Garibaldi    |
|    | Italia (bandiera)    | A     | Bruno Ispiro       |
|    | Italia (bandiera)    | A     | Giacomo Neri II    |
|    | Italia (bandiera)    | A     | Luigi Sotgiu       |
|    | Italia (bandiera)    | A     | Guglielmo Trevisan |

## Calciomercato
| Acquisti | Acquisti        | Acquisti | Acquisti      |
| R.       | Nome            | da       | Modalità      |
| -------- | --------------- | -------- | ------------- |
| A        | Tomás Garibaldi | Atalanta | fine prestito |

| Cessioni | Cessioni | Cessioni | Cessioni |
| R.       | Nome     | a        | Modalità |
| -------- | -------- | -------- | -------- |

## Risultati

### Serie A

#### Girone di andata
| Arbitro: | Mattea (Torino) |

|                                                    |           |                        |
| Bertoni 7’ Neri 48’, 70’ Conti 71’, 75’ Ispiro 88’ | Marcatori | 15’ (rig.) Della Puppa |

| Milano 11 ottobre 1942 2ª giornata | Milano            | 0 – 0 | Genova 1893 | Arena Civica\| Arbitro: \| Zelocchi (Modena) \| |
| Arbitro:                           | Zelocchi (Modena) |       |             |                                                 |

| Arbitro: | Scorzoni (Bologna) |

|                                                                 |           |                  |
| Di Gennaro 4’ (aut.) Ispiro 30’ Conti 56’, 60’ Linzi 59’ (aut.) | Marcatori | 75’ (aut.) Genta |

| Arbitro: | Pizziolo (Firenze) |

|                                      |           |              |
| Ferraris 17’ Gabetto 69’ Mazzola 74’ | Marcatori | 55’ Trevisan |

| Arbitro: | Bertolio (Torino) |

|                               |           |  |
| Trevisan 27’ (74) Bertoni 34’ | Marcatori |  |

| Arbitro: | Neri (Vicenza) |

|                             |           |           |
| Gritti 45’ Gè 48’ Bussi 88’ | Marcatori | 61’ Conti |

| Arbitro: | Barlassina (Milano) |

|                                                        |           |                                                              |
| Ispiro 23’ Trevisan 32’, 75’ Bertoni 36’ Neri 53’, 60’ | Marcatori | 10’ (aut.) Sardelli 16’ König 40’ Flamini 42’ Pisa 85’ Piola |

| Arbitro: | Bertolio (Torino) |

|                                |           |           |
| Puricelli 10’, 16’ Biavati 80’ | Marcatori | 84’ Conti |

| Arbitro: | Scorzoni (Bologna) |

|                           |           |                       |
| Ispiro 11’ Conti 14’, 40’ | Marcatori | 66’, 67’ Di Benedetti |

| Arbitro: | Mattea (Torino) |

|                                      |           |  |
| Candiani 25’, 78’ (rig.) Gaddoni 80’ | Marcatori |  |

| Arbitro: | Galeati (Bologna) |

|                                            |           |                        |
| Bertoni 2’ Trevisan 47’, 73’, 85’ Neri 89’ | Marcatori | 31’ Degano 87’ Miniati |

| Arbitro: | Zelocchi (Modena) |

|                                     |           |                          |
| Depetrini 26’ Meazza 55’ Lushta 78’ | Marcatori | 29’, 77’ (rig.) Trevisan |

| Arbitro: | Bertolio (Torino) |

|  |           |            |
|  | Marcatori | 37’ Ispiro |

| Arbitro: | Scorzoni (Bologna) |

|  |           |                      |
|  | Marcatori | 57’ Pantò 70’ Amadei |

| Arbitro: | Galeati (Bologna) |

|                                     |           |                         |
| Suppi 14’ Bollano 60’ Michelini 82’ | Marcatori | 38’ Ispiro 80’ Trevisan |

### Girone di ritorno
| Arbitro: | Pizziolo (Firenze) |

|  |           |              |
|  | Marcatori | 54’ Trevisan |

| Arbitro: | Mattea (Torino) |

|                                              |           |                                      |
| Conti 16’ Sotgiu 44’ Trevisan 54’ Sotgiu 64’ | Marcatori | 22’ (rig.) Morselli 40’ (aut.) Genta |

| Arbitro: | Biancone (Roma) |

|                                                              |           |                     |
| Alberti 24’ (rig.) Vignolo 37’ (aut.) Alberti 38’ (rig.) 57’ | Marcatori | 48’ (rig.) Trevisan |

| Arbitro: | Pizziolo (Firenze) |

|                                   |           |                                  |
| Trevisan 17’, 31’ (rig.) Neri 65’ | Marcatori | 4’ Ferraris 52’ Loik 68’ Gabetto |

| Arbitro: | Bertolio (Torino) |

|                  |           |                         |
| Tabor 60’ (rig.) | Marcatori | 53’ Ispiro 89’ Trevisan |

| Arbitro: | Dellarole (Roma) |

|              |           |  |
| Trevisan 46’ | Marcatori |  |

| Arbitro: | Pizziolo (Firenze) |

|          |           |           |
| Pisa 54’ | Marcatori | 6’ Ispiro |

| Arbitro: | Curradi (Firenze) |

|                         |           |             |
| Ispiro 1’ (62) Neri 28’ | Marcatori | 86’ Matosic |

| Bari 14 marzo 1943 24ª giornata | Bari               | 0 – 0 | Genova 1893 | Stadio della Vittoria\| Arbitro: \| Pizziolo (Firenze) \| |
| Arbitro:                        | Pizziolo (Firenze) |       |             |                                                           |

| Arbitro: | Dattilo (Roma) |

|            |           |  |
| Sotgiu 46’ | Marcatori |  |

| Arbitro: | Zelocchi (Modena) |

|                                  |           |              |
| Raccis 14’ Stua 65’ Traversa 73’ | Marcatori | 27’ Trevisan |

| Arbitro: | Scorzoni (Bologna) |

|            |           |                              |
| Sotgiu 68’ | Marcatori | 15’ Sentimenti III 89’ Borel |

| Arbitro: | Curradi (Firenze) |

|             |           |             |
| Bertoni 44’ | Marcatori | 69’ Cergoli |

| Arbitro: | Bertolio (Torino) |

|                        |           |                                          |
| Pantò 10’ Andreoli 89’ | Marcatori | 20’ Sotgiu 52’ (rig.) Trevisan 84’ Conti |

| Arbitro: | Scorzoni (Bologna) |

|  |           |                        |
|  | Marcatori | 27’ Valcareggi 65’ Gei |

## Statistiche

### Statistiche di squadra
| Competizione | Punti | In casa | In casa | In casa | In casa | In casa | In casa | In trasferta | In trasferta | In trasferta | In trasferta | In trasferta | In trasferta | Totale | Totale | Totale | Totale | Totale | Totale | DR |
| Competizione | Punti | G       | V       | N       | P       | Gf      | Gs      | G            | V            | N            | P            | Gf           | Gs           | G      | V      | N      | P      | Gf     | Gs     | DR |
| ------------ | ----- | ------- | ------- | ------- | ------- | ------- | ------- | ------------ | ------------ | ------------ | ------------ | ------------ | ------------ | ------ | ------ | ------ | ------ | ------ | ------ | -- |
| Serie A      | 33    | 15      | 10      | 2       | 3       | 42      | 24      | 15           | 4            | 3            | 8            | 17           | 29           | 30     | 14     | 5      | 11     | 59     | 53     | +6 |
| Coppa Italia |       | 1       | 1       | 0       | 0       | 5       | 3       | 3            | 2            | 0            | 1            | 6            | 5            | 4      | 3      | 0      | 1      | 11     | 8      | +3 |
| Totale       |       | 16      | 11      | 2       | 3       | 47      | 27      | 18           | 6            | 3            | 9            | 23           | 34           | 34     | 17     | 5      | 12     | 70     | 61     | +9 |

### Statistiche dei giocatori
| Giocatore      | Serie A  | Serie A | Coppa Italia | Coppa Italia | Totale   | Totale |
| Giocatore      | Presenze | Reti    | Presenze     | Reti         | Presenze | Reti   |
| -------------- | -------- | ------- | ------------ | ------------ | -------- | ------ |
| F. Allasio     | 28       | 0       | ?            | ?            | 28+      | 0+     |
| P. Andrighetto | 14       | 0       | ?            | ?            | 14+      | 0+     |
| M. Bacigalupo  | 3        | -4      | ?            | ?            | 3+       | -4+    |
| S. Bertoni (I) | 24       | 5       | ?            | ?            | 24+      | 5+     |
| R. Blengio     | 1        | 0       | ?            | ?            | 1+       | 0+     |
| A. Cattani     | 16       | 0       | ?            | ?            | 16+      | 0+     |
| U. Conti       | 24       | 10      | ?            | ?            | 24+      | 10+    |
| E. Englaro     | 11       | 0       | ?            | ?            | 11+      | 0+     |
| M. Genta       | 21       | 0       | ?            | ?            | 21+      | 0+     |
| B. Ispiro      | 27       | 10      | ?            | ?            | 27+      | 10+    |
| L. Lupi        | 2        | 0       | ?            | ?            | 2+       | 0+     |
| S. Marchi      | 26       | 0       | ?            | ?            | 26+      | 0+     |
| G. Neri        | 19       | 7       | ?            | ?            | 19+      | 7+     |
| O. Sain        | 27       | -49     | ?            | ?            | 27+      | -49+   |
| V. Sardelli    | 13       | 0       | ?            | ?            | 13+      | 0+     |
| L. Sotgiu      | 16       | 5       | ?            | ?            | 16+      | 5+     |
| L. Spadoni     | 26       | 0       | ?            | ?            | 26+      | 0+     |
| G. Trevisan    | 30       | 20      | ?            | ?            | 30+      | 20+    |
| G. Vignolo     | 2        | 0       | ?            | ?            | 2+       | 0+     |